# Wielgłowy
Wielgłowy (kaszb. Wiôlgłòwë) – wieś kociewska w Polsce położona w województwie pomorskim, w powiecie tczewskim, w gminie Subkowy przy drodze wojewódzkiej nr 230.
Cechą charakterystyczną architektury wsi jak i swego rodzaju zabytkowy jej element stanowi tzw. „Boża Męka”, ołtarzyk przydrożny z figurą Matki Boskiej, usytuowany w lesie na poboczu skrzyżowania drogi Pelplińskiej i Leśnej.
Coroczną atrakcją Wielgłów jest „Zlot Anek” w dniu 26 lipca. Impreza organizowana jest przez ranczo "Uroczysko" i zjeżdżają na nią kobiety o imieniu Anna, aby pojeździć konno oraz wspólnie pobiesiadować przy ognisku. 
W latach 1975–1998 miejscowość administracyjnie należała do województwa gdańskiego.